# Tomopleura albula
Tomopleura albula är en snäckart som först beskrevs av Hutton 1873.  Tomopleura albula ingår i släktet Tomopleura och familjen kägelsnäckor. Inga underarter finns listade i Catalogue of Life.